# Károly Jesze
Károly Jesze fue un deportista húngaro que compitió en remo. Ganó una medalla de plata en el Campeonato Europeo de Remo de 1921, en la prueba de ocho con timonel.

## Palmarés internacional
| Campeonato Europeo | Campeonato Europeo       | Campeonato Europeo | Campeonato Europeo |
| Año                | Lugar                    | Medalla            | Prueba             |
| ------------------ | ------------------------ | ------------------ | ------------------ |
| 1921               | Ámsterdam (Países Bajos) | Medalla de plata   | Ocho con timonel   |